# Polytrichum arcticum
Polytrichum arcticum là một loài rêu trong họ Polytrichaceae. Loài này được Sw. ex Brid. mô tả khoa học đầu tiên năm 1801.